# تيد مريديث
تيد مريديث (بالإنجليزية: Ted Meredith)‏ هو عداء مسافات متوسطة أمريكي، ولد في 14 نوفمبر 1891 في تشيستر هايهتس في الولايات المتحدة، وتوفي في 2 نوفمبر 1957 في كامدن في الولايات المتحدة.

## وصلات خارجية
- تيد مريديث على موقع الاتحاد الدولي لألعاب القوى (الإنجليزية)
- تيد مريديث على موقع الاتحاد الأمريكي لسباقات المضمار والميدان، قاعة المشاهير (الإنجليزية)
- تيد مريديث على موقع أوليمبيديا (الإنجليزية)
- تيد مريديث على موقع الموسوعة البريطانية (الإنجليزية)